# 南湖大山蠅子草
南湖大山蠅子草（学名：Silene glabella）为石竹科蠅子草屬下的一个种。

## 扩展阅读
- 維基物種上的相關：南湖大山蠅子草